# فهرست دوزیستان

## بی‌دمان
راستهٔ بی‌دمان یا قورباغه‌ها عبارت است از تیره‌های زیر: 
- (وزغ‌های معمولی) (Bufonidae) (شامل ۵۲۸ گونه)
- وزغ بیل‌پای اروپایی (Pelobatidae) (گونه ۴)
- وزغ بیل‌پای آمریکایی (Scaphiopodidae) (شامل ۷ گونه)
- قورباغه‌های بی‌زبان (Pipidae) (شامل ۳۲ گونه)
- وزغ‌های نقب‌زن (Rhinophrynidae) (شامل ۱ گونه)
- قورباغه نخستین زلاند نو (Leiopelmatidae) (گونه ۶)
- قورباغه درختی (Hylidae) (شامل ۸۶۹ گونه)
- هیلودیدا (Hylodidae) (شامل ۴۱ گونه)
- آلیتیدا (Alytidae) (قورباغه‌های رنگی، ۱۲ گونه)
- مگوفریدا (Megophryidae) (۱۳۷ گونه)
- پلودیتیدا (Pelodytidae) (گونه ۳)
- آروموباتیدا (Aromobatidae) (شامل ۹۵ گونه)
- آرترولپتیدا (Arthroleptidae) (شامل ۱۳۲ گونه)
- براکیسفالیدا (Brachycephalidae) (شامل ۴۱ گونه)
- برویسیپیتیدا (Brevicipitidae) (شامل ۲۶ گونه)
- کالیپتوسفاللیدا (Calyptocephalellidae) (گونه ۴)
- قورباغه شیشه‌ای (Centrolenidae) (شامل ۱۴۸ گونه)
- سراتوباتراکیدا (Ceratobatrachidae) (شامل ۸۲ گونه)
- سراتوفریدا (Ceratophryidae) (شامل ۸۵ گونه)
- کروگاستوریدا (Craugastoridae) (شامل ۱۴۴ گونه)
- سیکلورامفیدا (Cycloramphidae) (شامل ۱۰۲ گونه)
- قورباغه زهرآگین (Dendrobatidae) (شامل ۱۶۹ گونه)
- قورباغه‌های زبان‌چنگالی (Dicroglossidae) (شامل ۱۶۴ گونه)
- الئوتروداکتیلیدا (Eleutherodactylidae) (شامل ۲۰۰ گونه)
- قورباغه شبح‌مانند (Heleophrynidae) (گونه ۶)
- همیفراکتیدا (Hemiphractidae) (شامل ۹۲ گونه)
- قورباغه پاروپوزه (Hemisotidae) (شامل ۹ گونه)
- قورباغه زنبقی (Hyperoliidae) (شامل ۲۰۸ گونه)
- لئیوپریدا (Leiuperidae) (شامل ۷۹ گونه)
- قورباغه گرمسیری (Leptodactylidae) (شامل ۹۷ گونه)
- لیمنودیناستیدا (Limnodynastidae) (شامل ۴۴ گونه)
- مانتلیدا (Mantellidae) (شامل ۱۴۷ گونه)
- میکریکسالیدا (Micrixalidae) (شامل ۱۱ گونه)
- قورباغه پوزه‌باریک (Microhylidae) (شامل ۴۳۶ گونه)
- میوباتراکیدا (Myobatrachidae) (شامل ۸۴ گونه)
- ناسیکاباتراکیدا (Nasikabatrachidae) (شامل ۱ گونه)
- نیکتیباتراکیدا (Nyctibatrachidae) (شامل ۱۶ گونه)
- پتروپدتیدا (Petropedetidae) (شامل ۱۶ گونه)
- فرینوباتراکیدا (Phrynobatrachidae) (شامل ۷۶ گونه)
- پتیکادنیدا (Ptychadenidae) (شامل ۵۳ گونه)
- پیکسیسفالیدا (Pyxicephalidae) (شامل ۶۶ گونه)
- قورباغه (Ranidae) (شامل ۳۳۸ گونه)
- رانیکسالیدا (Ranixalidae) (شامل ۱۰ گونه)
- قورباغه خزه‌مانند (Rhacophoridae) (شامل ۲۹۷ گونه)
- قورباغه سیشلی (Sooglossidae) (شامل ۵ گونه)
- استرابومانتیدا (Strabomantidae) (شامل ۵۲۵ گونه)

## دم‌داران
راستهٔ دم‌داران یا سمندرسانان.

## بی‌پائیان
راسته بی‌پائیان مانند برهنه‌ماران و کورسمندر‌. 